# Douglas Cay
Douglas Cay är en ö i Belize. Den ligger i distriktet Belize, i den östra delen av landet, 90 km öster om huvudstaden Belmopan.